# 최승기
최승기(崔昇基)는 대한민국의 애니메이션《안녕 자두야》에 등장하는 등장한 가공의 인물로 자두와 미미의 막내 동생이다.

## 캐릭터 소개
자두와 미미의 남동생으로, 승기가 태어났을 때 엄마는 힘들게 낳은 아들이라 귀히 여기며 집에서는 늘 애기라고 부른다. 집에서 누나들한테 그런 모습에 3남매 중 돈 관리를 가장 잘하며 돈이 가장 많다. 
혈액형은 A형.
시원시원하고 쿨한 성격으로 지나치게 깔끔하고 단순한 성격이라서 조금만 지저분하거나 더러워도 곧장 짜증을 내며 최자두, 최미미와 다르게 개인주의적 성격도 강하지만 타인에 대한 배려심이 많은 캐릭터이다.

## 가족 관계, 다른 캐릭터들과의 관계

### 최호돌
아빠. 엄마와 누나들에 비해 괴롭힘을 받고 있지 않다. 같은 성별으로서 더 동질성을 느끼며 사이좋게 지낸다.

### 김난향
엄마. 누나들에 비해선 많이 혼내지는 않는다.

### 최자두
첫째 누나. 승기를 많이 괴롭히며, 그 괴롭힘은 일상적으로 지속되고 있지만 챙겨줄 때나 지켜줄 때는 또 다른 모습이 있다.

### 최미미
둘째 누나. 최자두에 비해서 미미는 승기를 아끼는 면이 있다.

### 김진아
같은 유치원생. 짝사랑 한다.

## 같이 보기
- 안녕 자두야